# Periplaneta liui
Periplaneta liui är en kackerlacksart som beskrevs av Bei-Bienko 1957. Periplaneta liui ingår i släktet Periplaneta och familjen storkackerlackor. Inga underarter finns listade i Catalogue of Life.